# Prestami tua moglie
Prestami tua moglie è un film italiano del 1980 diretto da Giuliano Carnimeo.

## Trama
Alex è il convivente-tuttofare di Diana, una ricca imprenditrice. La sua vita agiata viene sconvolta quando riceve una telefonata dell'ex moglie Ingrid che sta tornando a Milano. Ignorando il motivo del ritorno e pensando che la donna abbia intenzione di pretendere il mantenimento che lui non le ha mai concesso, cerca di nascondere il suo status economico per paura delle conseguenze.
Con l'aiuto del suo dipendente Vittorio finge di essere un poveraccio senza un soldo con la speranza che Ingrid rinunci alla sua pretesa. Ma in questo modo entrambi si ritroveranno in una situazione bizzarra che darà luogo ad una serie di equivoci, finendo per mandare all'aria il sogno di Alex di accaparrarsi un appalto cui teneva tanto.
A salvare la situazione interviene però Ingrid, che rivela d'essere diventata benestante grazie a un'eredità, scoprendosi così che l'intenzione della donna era quella di fornire all'ex marito la sua disponibilità economica per aiutarlo. Inoltre il suo intervento è servito per evitare che Alex finisse nella trappola di Mario Bonotto, un imbroglione che si spacciava per un noto affarista, oltretutto legato sentimentalmente a Diana in passato. Alla fine Alex e Ingrid si riconciliano, mentre Diana torna insieme al vecchio spasimante.